# Hanchinhal, Kushtagi
Hanchinhal là một làng thuộc tehsil Kushtagi, huyện Koppal, bang Karnataka, Ấn Độ.